# Antoni de Planella i de Cruïlles
Antoni de Planella i de Cruïlles, abat de Sant Esteve de Banyoles (1675-1688) i posteriorment abat de Sant Pere de Besalú (1688-1713), va ser dues vegades president de la Generalitat de Catalunya, la primera vegada va ser nomenat el 22 de juliol de 1692 per al trienni 1692 a 1695, essent la cent tretzena persona en exercir aquest càrrec, i la segona entre el cent setzè i cent dissetè president entre els anys 1701 i 1704 als inicis de la Guerra de Successió.
Era fill de Joan Francesc de Planella i Despujol, senyor de Castellcir i baró de Granera i de Victòria de Cruïlles i Soler.
Al seu primer trienni com a president de la Generalitat de Catalunya (1692-1695) s'inicia l'ocupació francesa d'una bona part del Principat que es va perllongar fins al 1697. El 1693 es produeix el setge de Roses i el 1694 Verges, Palamós, Hostalric i Girona. La castellanofòbia era superada per la francofòbia i per a aconseguir adhesions, els francesos publiquen el 1694 un futlletó títolat Alerta Catalans. Els primers dies de setembre de 1694, els diputats han de contrarestar-ho amb una proclama de fidelitat de Catalunya al rei Carles II d'Espanya.
Al seu segon mandat (1701-1705) va rebre a Felip d'Anjou quan va entrar a Barcelona el 2 d'octubre de 1701. El nou rei suposava una transició dels Àustries als Borbons i l'oportunitat de poder resoldre greuges i afers en unes noves corts, un segle després de les Corts de Barcelona de 1599, si descomptem les fallides de 1626 i 1632.
El 1703 va ser destituït per una acusació d'implicació en un tema de contraban. Després d'una denúncia dels arrendataris de la bolla, els diputats varen fer una inspecció a casa seva el 15 de juliol de 1703, trobant-li unes robes no declarades. Li varen obrir un procés pel que va ser suspès de les funcions i els ingressos. Aquest fet va provocar, indirectament, un enfrontament entre els diputats i la corona per defensar les competències exclusives de la diputació per obrir processos.
Tot i aquests incidents institucionals, va assistir a les Corts de Barcelona (1705).
Antoni de Planella i de Cruïlles, va morir el 10 de novembre de 1713 i fou sepultat en el monestir de Sant Pere de Besalú.